# La Vega Lagunera
La Vega Lagunera es un barrio del municipio de San Cristóbal de La Laguna, en la isla de Tenerife —Canarias, España—.
Administrativamente se incluye en la Zona 1 del municipio.

## Características
Se encuentra situado a unos dos kilómetros al norte del centro municipal, a una altitud media de 600 m s. n. m.
Aquí se encuentra el centro ciudadano San Diego, el colegio Luther King, una cancha deportiva, un parque infantil y plaza pública, la Casa del Ganadero - Servicio Técnico de Ganadería y Pesca, una farmacia, un parque público, una ermita dedicada a San Diego, así como algunos bares y restaurantes.
En la montaña conocida como Mesa Mota se localizan un circuito de motocross, un mirador y un área recreativa.

## Demografía
| Año        | 2000  | 2001  | 2002  | 2003  | 2004  | 2005  | 2006  | 2007  | 2008  | 2009  | 2010  | 2011  | 2012  | 2013  | 2014  |
| ---------- | ----- | ----- | ----- | ----- | ----- | ----- | ----- | ----- | ----- | ----- | ----- | ----- | ----- | ----- | ----- |
| Habitantes | 1.968 | 2.041 | 2.052 | 2.026 | 2.117 | 2.181 | 2.196 | 2.350 | 2.427 | 2.509 | 2.541 | 2.563 | 2.573 | 2.581 | 2.597 |

## Comunicaciones
Se accede al barrio principalmente a través de la avenida de la República Argentina.

## Lugares de interés
- Área recreativa de Mesa Mota